# ATB Sever Subotica
ATB Sever Subotica (code BELEX : ATBS) est une entreprise serbe qui a son siège social à Subotica, dans la province de Voïvodine. Elle travaille dans le secteur de l'industrie manufacturière et de l'ingénierie.
ATB Sever Subotica fait partie du groupe ATB Austria.

## Histoire
ATB Sever Subotica a été admise au marché non réglementé de la Bourse de Belgrade le 19 décembre 2007 et en a été exclue le 14 janvier 2011.

## Activités
ATB Sever Subotica est engagée dans la production de machines électriques. Elle fabrique des moteurs électriques pour l'industrie, des pompes et des systèmes de pompage pour le traitement de l'eau, des transmissions mécaniques et aussi des générateurs ; elle opère également dans le domaine de l'ingénierie (conception, production, montage etc.).